# Manduca corallina
Manduca corallina là một loài bướm đêm thuộc họ Sphingidae.

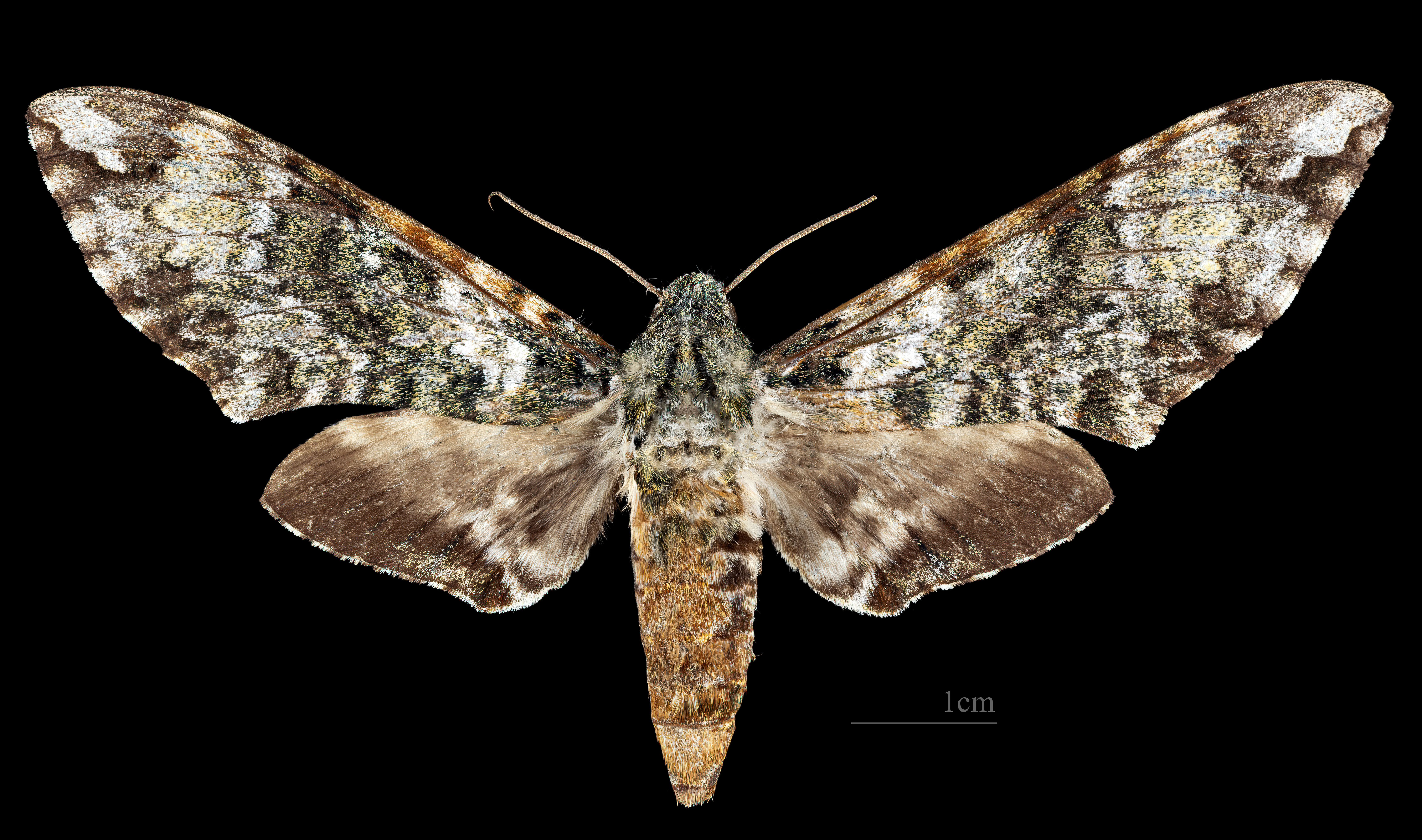
Manduca corallina   ♀
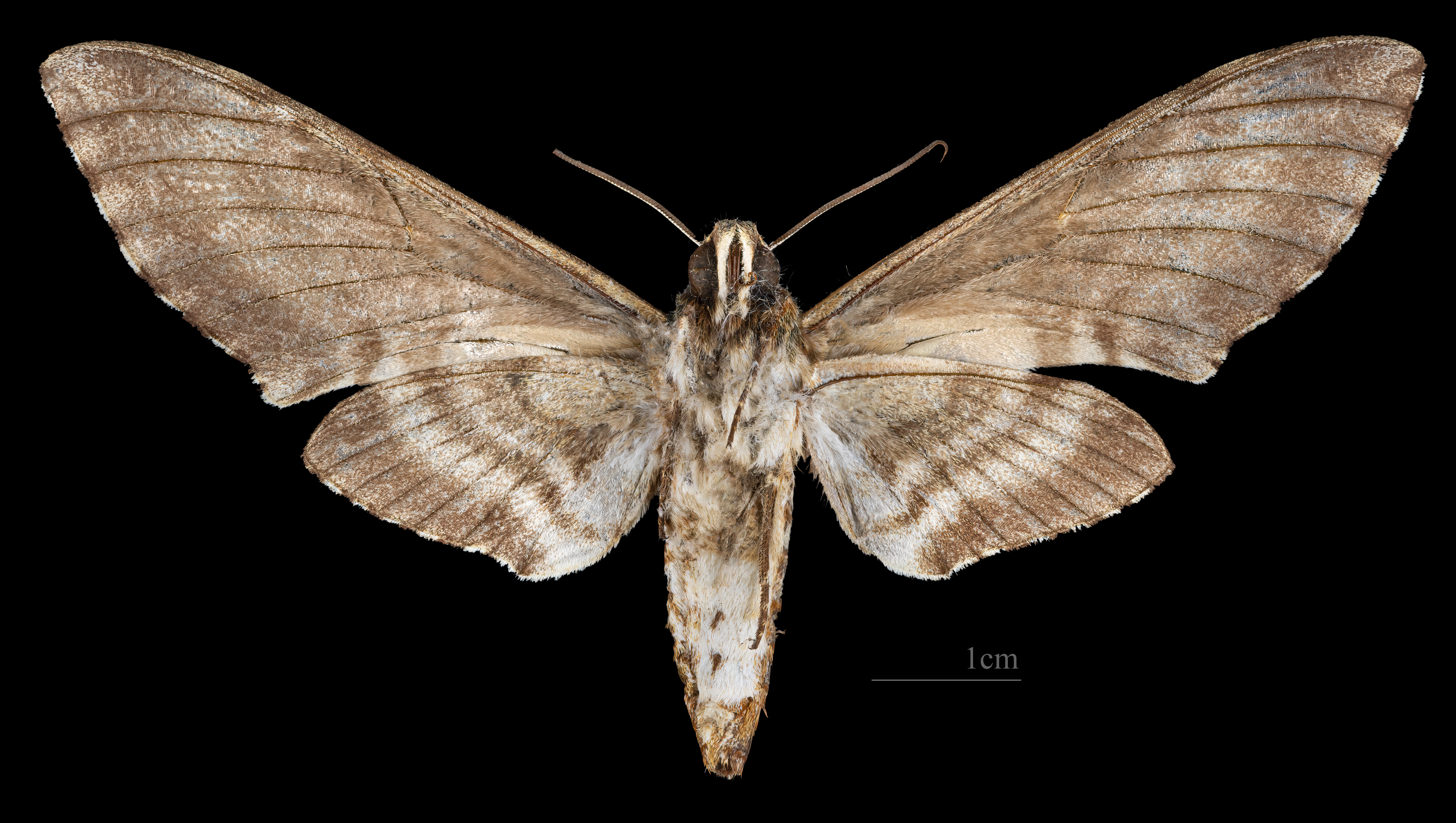
Manduca corallina   ♀ △